# Bélgica en los Juegos Paralímpicos de Barcelona 1992
Bélgica estuvo representada en los Juegos Paralímpicos de Barcelona 1992 por un total de 73 deportistas, 64 hombres y nueve mujeres.

## Medallistas
El equipo paralímpico belga obtuvo las siguientes medallas:
| Nombre                      | Deporte                   | Evento                                     |
| --------------------------- | ------------------------- | ------------------------------------------ |
| Oro                         |                           |                                            |
| Benny Govaerts              | Atletismo                 | 5000 m C5-8 masculino                      |
| Alex Hermans                | Atletismo                 | Peso C6 masculino                          |
| Guy Culot                   | Ciclismo en ruta          | 1500 m contrarreloj triciclo CP2 masculino |
| Ingrid Borre                | Tenis de mesa             | Clase abierta 6-10 femenino                |
| Jan Boonen                  | Tiro                      | Pistola deportiva SH1-3 mixto              |
| Plata                       |                           |                                            |
| Ann-Gael de Saint           | Atletismo                 | Disco C5-8 femenino                        |
| Ann-Gael de Saint           | Atletismo                 | Peso C5-8 femenino                         |
| Kurt Van Raefelghem         | Atletismo                 | Salto de longitud B3 masculino             |
| Pierre Vanderheyden         | Levantamiento de potencia | –75 kg masculino                           |
| Sebastian Xhrouet           | Natación                  | 200 m estilos SM6 masculino                |
| Bronce                      |                           |                                            |
| Ann-Gael de Saint           | Atletismo                 | Jabalina C5-8 femenino                     |
| Geert Couchez               | Ciclismo en ruta          | 1500 m contrarreloj triciclo CP2 masculino |
| Carl Muylle                 | Levantamiento de potencia | –67,5 kg masculino                         |
| Carine Van Puyvelde         | Natación                  | 100 m braza B1-2 femenino                  |
| Ingrid Borre                | Tenis de mesa             | Individual 9 femenino                      |
| Dimitri Ghion Robert Lorent | Tenis de mesa             | Equipo 4 masculino                         |
| Jan Boonen                  | Tiro                      | Pistola libre SH1-3 mixto                  |